# 목도리도요
목도리도요는 도요과에 속하는 새이다.

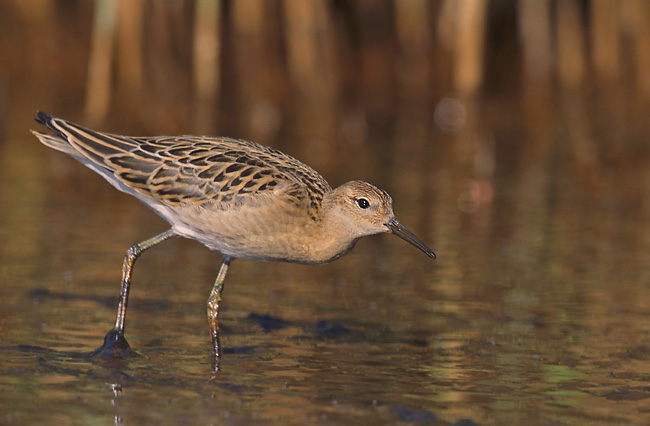
목도리도요 어린새

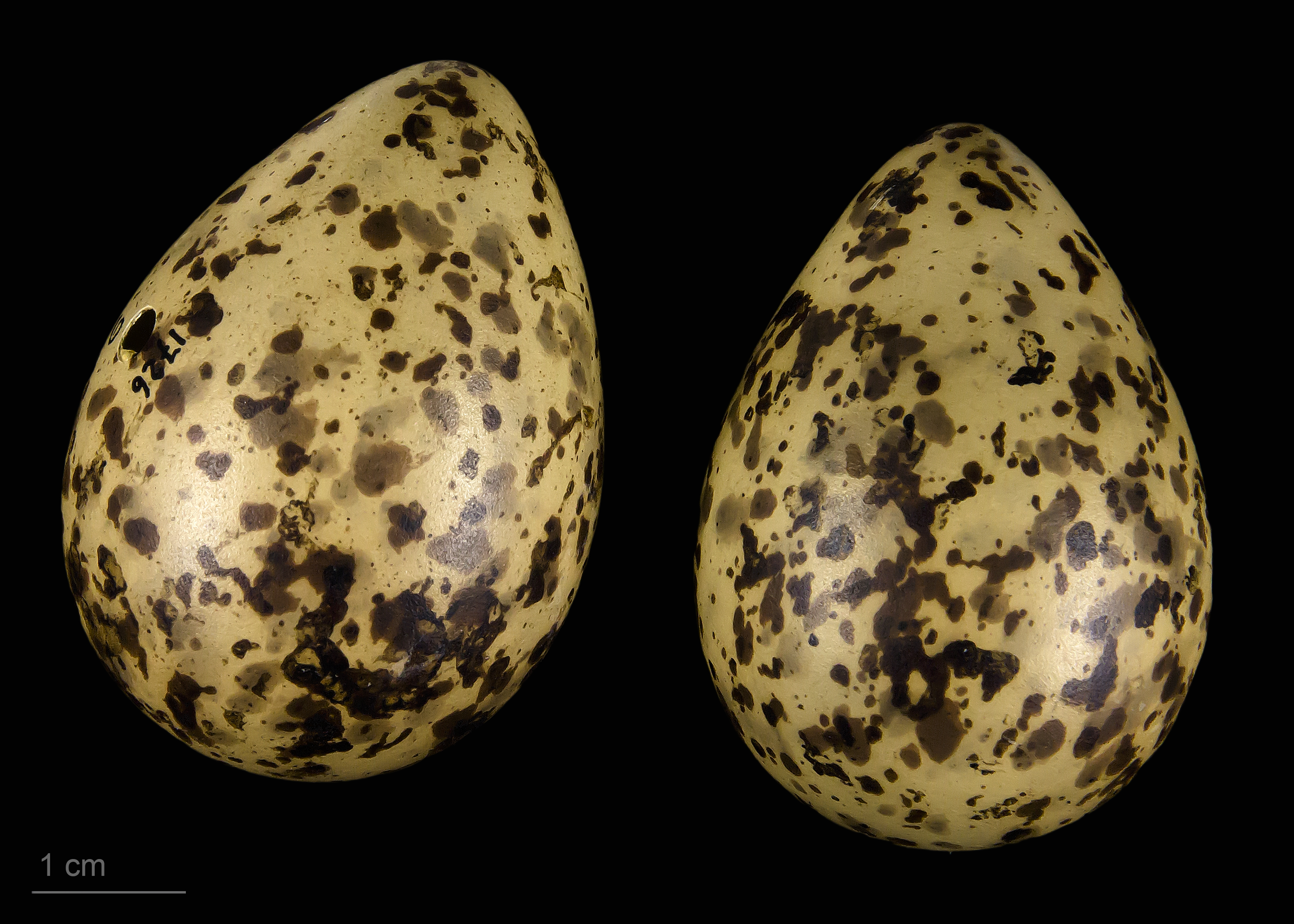
Calidris pugnax pugnax

대한민국에서는 보기 드문 나그네새이며, 주로 겨울깃이나 어린새가 관찰된다. 수컷은 몸길이가 30cm, 암컷은 25cm이다. 수컷 여름깃은 목과 머리에 붉은색,흰색,갈색 등 다양한 색깔이 나타나고 겨울깃이 되면 암컷처럼 갈색으로 변한다. 어린새는 전체적으로 황갈색이다.